# Dave Kitson
David Barry 'Dave' Kitson (Hitchin, 21 januari 1980) is een voormalig voetballer die zijn carrière afsloot bij Oxford United in Engeland.
De aanvaller begon zijn loopbaan bij Cambridge United in 2000. Voor deze ploeg kwam hij ruim 3 seizoenen uit, tot hij in december 2003 werd gekocht door Reading voor £ 150.000,- Hij gold als een van de grootste talenten in die tijd. Hij was een heel belangrijke speler voor Cambridge en stond bekend om zijn kracht, snelheid en doelgerichtheid. Bij zijn nieuwe club maakte hij die reputatie meteen waar door in 10 wedstrijden 5 goals te scoren. Ook in het seizoen 2005/2006 is hij flink op dreef, gezien het feit hij inmiddels alweer bijna 30 doelpunten heeft gemaakt voor zijn ploeg. Vanaf juli 2008 speelt hij voor Stoke City.

## Loopbaan
| Seizoen | Club             | Land     | Competitie          | Wed. | Doelp. |
| ------- | ---------------- | -------- | ------------------- | ---- | ------ |
| 2000/01 | Cambridge United | Engeland | Football League Two | 8    | 1      |
| 2001/02 | Cambridge United | Engeland | Football League Two | 33   | 9      |
| 2002/03 | Cambridge United | Engeland | Football League Two | 48   | 23     |
| 2003/04 | Cambridge United | Engeland | Football League Two | 17   | 10     |
| 2003/04 | Reading          | Engeland | Championship        | 17   | 5      |
| 2004/05 | Reading          | Engeland | Championship        | 37   | 19     |
| 2005/06 | Reading          | Engeland | Championship        | 34   | 18     |
| 2006/07 | Reading          | Engeland | Premier League      | 13   | 2      |
| 2007/08 | Reading          | Engeland | Premier League      | 34   | 10     |
| 2008/09 | Stoke City       | Engeland | Premier League      | 16   | 0      |
| 2008/09 | → Reading        | Engeland | Championship        | 12   | 2      |
| 2009/10 | Stoke City       | Engeland | Premier League      | 18   | 2      |
| 2009/10 | → Middlesbrough  | Engeland | Championship        | 6    | 3      |
| 2010/11 | Portsmouth       | Engeland | Championship        | 35   | 8      |
| 2011/12 | Portsmouth       | Engeland | Championship        | 33   | 4      |
| 2012/13 | Sheffield United | Engeland | League One          | 35   | 11     |
| 2013/14 | Oxford United    | Engeland | League Two          | 32   | 4      |
| Totaal  | Totaal           | Totaal   | Totaal              | 428  | 131    |

## Erelijst
Reading FC
- Reading Player of the Year

2004–2005